# José Manuel Aira
José Manuel Aira Lindoso (Ponferrada, León, 14 de marzo de 1976) es un exfutbolista y entrenador español que actualmente dirige al Deportivo Alavés "B" de la Segunda División RFEF. Jugaba como defensa y llegó a debutar en Primera División con el R. C. Deportivo de La Coruña.

## Trayectoria

### Como jugador
Se inició como jugador en los equipos de fútbol base del Club Deportivo Fuentesnuevas y la S. D. Ponferradina antes de incorporarse al R. C. Deportivo de La Coruña "B" en 1995. El 26 de mayo de 1996 debutó con el R. C. Deportivo de La Coruña en Primera División, siendo alineado como titular en un encuentro disputado contra el F. C. Barcelona en el estadio de Riazor que finalizó 2-2. En las temporadas 1996-97 y 1997-98 participó en sendas fases de ascenso a Segunda División con el filial del Deportivo, sin llegar a conseguir la promoción en ninguna de ellas. Además, el 14 de febrero de 1998 jugó su segundo y último partido en la máxima categoría, partiendo de nuevo como titular en una derrota por 1-0 en el estadio José Zorrilla ante el Real Valladolid C. F. En la campaña 1998-99, la última que disputó en el filial deportivista, descendió a Tercera División tras concluir la Liga en la decimoséptima posición.
Posteriormente, afrontó tres temporadas consecutivas siendo cedido a clubes de Segunda División; militó en el C. D. Tenerife en la 1999-2000, en el Racing Club de Ferrol durante la 2000-01 y en el Real Sporting de Gijón disputó la campaña 2001-02. En agosto de 2002, tras desvincularse del Deportivo de La Coruña, fue contratado por el Club Polideportivo Ejido. Militó en el conjunto almeriense tres años, hasta 2005, momento en que regresó a las filas del Racing de Ferrol. Su segunda estancia en el club duró sólo un año, ya que descendió a Segunda División B y Aira se incorporó al C. D. Lugo. En junio de 2010, después de cuatro temporadas con los lucenses, dio comienzo su tercera etapa como jugador del Racing de Ferrol. En la campaña 2010-11 el equipo consiguió el subcampeonato de Liga y pudo disputar el play-off de ascenso a Segunda División B, aunque fueron eliminados en la segunda ronda por el C. D. Izarra. A comienzos de la siguiente temporada, el día 14 de octubre de 2011, se confirmó su retirada de los terrenos de juego para convertirse en el entrenador ferrolano.

### Como entrenador
En su primera campaña como técnico del Racing Club de Ferrol, la 2011-12, el equipo finalizó la Liga en octava posición. En la temporada 2012-13 consiguió el campeonato del grupo I de la Tercera División y estableció el récord de puntuación del mismo, con noventa y siete puntos. Además, el conjunto ferrolano logró el ascenso a Segunda División B tras vencer en la promoción al C. D. Laudio. En la campaña 2013-14 llevó al Racing de Ferrol a lograr el subcampeonato del grupo I de Segunda División B y disputar la fase de ascenso a Segunda División, en la que fueron eliminados por el Club Gimnàstic de Tarragona después de perder por 2-0 en el Nou Estadi de Tarragona y empatar a cero goles en A Malata. El 2 de junio de 2014 decidió poner fin a su etapa como técnico del equipo ferrolano.
El 10 de julio fue anunciado como nuevo entrenador del Real Murcia C. F. para la temporada 2014-15, en la que disputó la promoción de ascenso a Segunda División. El 8 de mayo de 2016 el club murciano decidió prescindir de sus servicios. El 9 de junio firmó un contrato como técnico del Albacete Balompié, al que consuiguió ascender a Segunda División al término en la campaña 2016-17. Fue destituido del cargo el 2 de octubre de 2017, tras conseguir una victoria y un empate en las siete primeras jornadas de la temporada 2017-18. El 12 de marzo de 2018 se hizo cargo del NK Rudeš croata hasta el final de la campaña 2017-18. De cara a la temporada 2018-19 fichó como entrenador del F. C. Sochaux-Montbéliard, pero fue cesado el 25 de noviembre de 2018 con el equipo ocupando la antepenúltima posición en la tabla.
El 18 de diciembre de 2018, se confirmó su contratación por la Cultural y Deportiva Leonesa, incorporándose en la jornada 17 y terminó sumando 9 victorias, 9 empates y 3 derrotas. 
La temporada 2019-20, dirigió de nuevo a la Cultural y Deportiva Leonesa durante las 28 jornadas, en las que obtuvo 14 victorias, 7 empates y 7 derrotas.
Tras quedar eliminado en la fase de ascenso a Segunda División en la temporada 2019-20 abandonó la entidad leonesa para convertirse en nuevo entrenador del Marbella Fútbol Club. Fue destituido el 23 de marzo de 2021, tras dirigir 18 partidos.
El 21 de marzo de 2022, fichó por el UCAM Murcia CF de la Primera División RFEF.
El 10 de junio de 2022 finalizó su etapa como entrenador del UCAM Murcia,poniendo así fin a su andadura con el conjunto Universitario

El 16 de junio de 2022, firma como entrenador del Deportivo Alavés B de la Segunda División RFEF.

## Clubes

### Como jugador
| Club                     | País   | Año       |
| ------------------------ | ------ | --------- |
| SD Ponferradina          | España | 1995      |
| Deportivo B              | España | 1995-1999 |
| CD Tenerife              | España | 1999-2000 |
| Racing de Ferrol         | España | 2000-2001 |
| Sporting de Gijón        | España | 2001-2002 |
| Club Polideportivo Ejido | España | 2002-2005 |
| Racing de Ferrol         | España | 2005-2006 |
| CD Lugo                  | España | 2006-2010 |
| Racing de Ferrol         | España | 2010-2011 |

### Como entrenador
| Club                       | País    | Año       |
| -------------------------- | ------- | --------- |
| Racing de Ferrol           | España  | 2011-2014 |
| Real Murcia CF             | España  | 2014-2016 |
| Albacete Balompié          | España  | 2016-2017 |
| NK Rudes                   | Croacia | 2018      |
| FC Sochaux-Montbéliard     | Francia | 2018      |
| Cultural Leonesa           | España  | 2018-2020 |
| Marbella Fútbol Club       | España  | 2020-2021 |
| UCAM Murcia Club de Fútbol | España  | 2022      |
| Deportivo Alavés B         | España  | 2022-2024 |